# Haywire
Haywire är en amerikansk långfilm från 2011 i regi av Steven Soderbergh, med Gina Carano, Michael Fassbender, Channing Tatum, Ewan McGregor och Bill Paxton i rollerna.

## Handling
Specialagenten Mallory Kane (Gina Carano) gör ett felsteg när hon räddar en kinesisk journalist. Nu är hon jagad av sin egen organisation, men hon vägrar ge upp utan en fight.

## Rollista
| Gina Carano          | – Mallory Kane |
| Michael Fassbender   | – Paul         |
| Ewan McGregor        | – Kenneth      |
| Bill Paxton          | – John Kane    |
| Channing Tatum       | – Aaron        |
| Antonio Banderas     | – Rodrigo      |
| Michael Douglas      | – Alex Coblenz |
| Michael Angarano     | – Scott        |
| Mathieu Kassovitz    | – Studer       |
| Eddie J. Fernandez   | – Barroso      |
| Anthony Brandon Wong | – Jiang        |

## Mottagande
Haywire släpptes 20 januari 2012 i USA och spelade in 8,4 miljoner dollar första helgen. Den spelade till slut in 18,9 miljoner dollar i USA och 32,4 miljoner i resten av världen.
Filmen fick bra recensioner av kritikerna, på Rotten Tomatoes är 80% av 180 insamlade recensioner positiva, med ett snittbetyg på 6.8/10. Tidningen Metros recensent C-G Karlsson gav filmen 3 av 5 och skrev:
| ” | Efter ett lyckat Barcelonauppdrag skickas hemliga agenten Mallory Kane (Gina Carano) till Dublin men inser att hon lurats i en fälla. Oberäknelige Steven Soderbergh (regi) kastar sig mellan genrer och ger oss här extremt stiliserad action där estetiken – välkoreograferade slagsmål, stiligt foto och cool musik – är viktigare än storyn. | „ |